# Gamera 2: Attack of Legion
Gamera 2: Attack of Legion (ガメラ2 レギオン襲来, Gamera Tsū: Region Shūrai, Gamera 2: Legion Invasion) is een Japanse film uit 1996, en de tiende van de Gamerafilms. De film werd geproduceerd door Toho.

## Verhaal
Een jaar is verstreken sinds Gamera’s gevechten met Gyaos. In Japan heeft men de vernielde steden weer opgebouwd. Het leger bewaakt continu de kustlijn, maar Gamera heeft zich sinds het gevecht niet meer laten zien. Dan kondigt een serie van bizarre gebeurtenissen de komst van een nieuwe bedreiging aan. Een grote meteoriet stort neer op een berg. Uit de meteoor komen vreemde wezens die de stad Sapporo binnendringen. Al gauw is de hele stad overwoekerd door een web van buitenaards plantenleven.
De meteoor heeft een levensvorm meegebracht gelijk aan die van aardse insecten, maar dan wel insecten ter grootte van een paard. Ze werken nauw samen en maken de hele stad tot hun nest en stimuleren de groei van de vreemde plant. Kolonel Watarase van het Japanse leger ontdekt dat de plant het zuurstofgehalte in de stad drastisch vergroot. Al snel wordt duidelijk waarom: de insecten willen met de plant hun zaden de ruimte in schieten om nog een planeet te veroveren.
Het leger kan de plant niet vernietigen daar dit ook het einde van Sapporo zal betekenen. Dan duikt Gamera op uit de zee, en begeeft zich naar de stad. Hij vernielt de plant, maar wordt aangevallen door een zwerm van de insecten. Terwijl Gamera de insecten van zich afslaat, geeft een van de soldaten de beesten de naam Legion.
Wanneer er een tweede plant opbloeit, probeert Gamera ook deze te vernielen. Hij wordt echter onderbroken door de Legion Koningin; een kolossale legion tweemaal zo groot als Gamera. Ze verslaat Gamera met gemak en laat hem voor dood achter. Vervolgens explodeert de plant en worden de Legionzaden de ruimte in geschoten.
Japanse wetenschappers proberen koortsachtig de zwakke plek van de Legion te vinden, maar het enige wat ze ontdekken is dat de kleinere Legion aangetrokken worden door elektromagnetische straling. Hoewel het leger hiermee de kleinere Legion kan afleiden, heeft het wel als nadeel dat de insecten zich aangetrokken voelen tot Tokio. Daar ze Gamera’s hulp nodig hebben, halt het leger Asagi erbij; de vrouw die in de vorige film een band kreeg met Gamera. Ze zoekt de bewusteloze Gamera op. Om hem weer te genezen, moet ze haar connectie met Gamera opofferen. Zodra Gamera bijkomt, breekt het juweel dat hun band symboliseerde.
De Legion Koningin bereikt Tokio, achtervolgt door Gamera. De soldaten leiden de kleinere Legion af, terwijl Gamera de koningin bevecht. Wanneer de koningin weer dreigt te winnen, doet Gamera iets wat hij nooit eerder heeft gedaan. Een vreemd goudkleurig licht schijnt op hem neer, waarna hij een maalstroom van energie afvuurt. Deze energiestraal vernietigd zowel de Legion als hun koningin.
Terwijl Gamera wegvliegt, blijven Watarase en zijn leger achter; allemaal geschokt door Gamera’s bovennatuurlijke gave.

## Rolverdeling
| Acteur              | Personage        |
| ------------------- | ---------------- |
| Toshiyuki Nagashima | Colonel Watarase |
| Miki Mizuno         | Midori Honami    |
| Tamotsu Ishibashi   | Hanatani         |
| Mitsuru Fukikoshi   | Obitsu           |
| Ayako Fujitani      | Asagi Kusanagi   |
| Hiroyuki Okita      | Sasai            |
| Yusuke Kawazu       | Nojiri           |
| Yukijiro Hotaru     | Osako            |
| Hatsunori Hasegawa  | Satake           |